# William Russell Anderson
William "Bill" Russell Anderson (Tucson, 25 de setembro de 1942 — 2 de novembro de 2013) foi um botânico estadunidense.
Em 1964, obteve seu mestrado pela Universidade Duke; e, em 1971 ingressou como Ph.D. na Universidade de Michigan. Se especializou em Malpighiaceae e foi pesquisador na Universidade de Michigan.
Explorou, coletando flora de Guiana e do Brasil.

## Algumas publicações
- rogers McVaugh, william r. Anderson. 1983. Flora Novo-Galiciana: Ochnaceae to Loasaceae. A Descriptive Account of the Vascular Plants of Western Mexico. Flora Novo-Galiciana 3, vol. 12, parte 1. Ed. William R. Anderson, edição ilustrada de Univ. de Michigan Press, 751 pp. ISBN 0962073350, ISBN 9780962073359

- 1972. A Monograph of the Genus Crusea (Rubiaceae). Memoirs of the New York Bot. Garden 22 (4, 1) 128 pp.

## Honras

### Bolsas e prêmios
- 2008. American Society of Plant Taxonomists. Medalha Asa Gray por contribuições em botânica sistemática[3]

### Epônimos
- (Loranthaceae) Struthanthus andersonii Kuijt[4]

Em outubro de 2014 teve 671 registros de suas identificações e nominação de novas especies.